# Agostino Codazzi

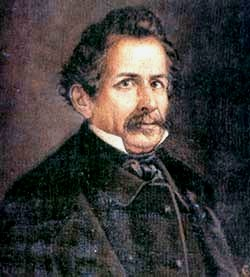
Agostino Codazzi

Giovanni Battista Agostino Codazzi, auf Spanisch auch Agustín Codazzi (* 12. Juli 1793 in Lugo (Emilia-Romagna), Italien; † 7. Februar 1859 in Espíritu Santo, dem heutigen Agustín Codazzi, Kolumbien) war ein italienischer Militär, Geograf und Kartograf.
Er studierte an der Militärschule in Bologna und der Scuola di Artiglieria in Pavia. Ab 1810 diente er in der Napoleonischen Armee. Er soll 1813/14 an den Feldzügen in Ulm, Dresden, Leipzig, Lutzen und Bautzen teilgenommen haben. Nach Napoleons Sturz ging er zunächst nach Konstantinopel und reiste dann mit seinem Freund Constant Ferrari durch Nordeuropa, bis er 1822 wieder in Italien ankam.
1826 reiste er nach Venezuela, wo er Simón Bolívar seine militärischen Kenntnisse anbot. Er erhielt den Auftrag, das Gebiet des Maracaibo-Sees und die Grenzen zwischen Venezuela, Kolumbien und Ecuador zu kartografieren. Die Regierung ernannte ihn zum Colonel und beauftragte ihn mit einem Atlas von Venezuela. Von Präsident José Antonio Páez erhielt er die Staatsbürgerschaft. 1842 wurde er in die Ehrenlegion aufgenommen. Er regte die Gründung von Colonia Tovar an. Nach Páez Sturz flüchtete er ins kolumbianische Cúcuta, wo er für die dortige Regierung als Kartograf arbeitete.
1852 inspizierte er Panama für die britische Regierung. 1857 entdeckte er Stein-Skulpturen am Río Magdalena. Er erlag der Malaria in einem Dorf in den kolumbianischen Bergen, das später nach ihm benannt wurde.

## Postum
Das 1935 gegründete Instituto Geográfico Militar wurde ihm zu Ehren 1950 in Instituto Geográfico Agustín Codazzi (Kurzbezeichnung: IGAC) umbenannt.

## Veröffentlichungen
- Resúmen de la geografía de Venezuela; 1841
- Resumen del diario histórico del ejército del Atlántico
- Obras completas de la Comisión Corográfica
- Obras escogidas: Prólogo de Enrique Bernardo Núñez

## Belege
1. ↑  Maps of world: Agostino Codazzi (Memento vom 10. Oktober 2011 im Internet Archive)

| Personendaten    | Personendaten                                                              |
| ---------------- | -------------------------------------------------------------------------- |
| NAME             | Codazzi, Agostino                                                          |
| ALTERNATIVNAMEN  | Codazzi, Giovanni Battista Agostino (vollständiger Name); Codazzi, Agustín |
| KURZBESCHREIBUNG | italienischer Militär, Geograf und Kartograf                               |
| GEBURTSDATUM     | 12. Juli 1793                                                              |
| GEBURTSORT       | Lugo (Emilia-Romagna), Italien                                             |
| STERBEDATUM      | 7. Februar 1859                                                            |
| STERBEORT        | Espíritu Santo, Agustín Codazzi, Kolumbien                                 |